# Tân Hưng, Thành phố Hồ Chí Minh
Tân Hưng là một phường thuộc Thành phố Hồ Chí Minh, Việt Nam.

## Địa lý
Phường Tân Hưng nằm ở phía tây bắc Quận 7, có vị trí địa lý:
- Phía đông giáp các phường Tân Kiểng và Tân Quy
- Phía tây giáp Quận 8 và huyện Bình Chánh
- Phía nam giáp phường Tân Phong
- Phía bắc giáp Quận 4 với ranh giới là kênh Tẻ.

Phường có diện tích 2,20 km², dân số năm 2021 là 45.294 người,  mật độ dân số đạt 20.588 người/km².

## Lịch sử
Địa bàn phường Tân Hưng hiện nay trước đây là một phần xã Tân Quy Tây thuộc huyện Nhà Bè. Xã Tân Quy Tây được thành lập vào ngày 17 tháng 7 năm 1986 trên cơ sở 364 ha diện tích tự nhiên và 9.232 người của xã Tân Quy cũ.
Ngày 6 tháng 1 năm 1997, Chính phủ ban hành Nghị định số 03-CP. Theo đó, chuyển xã Tân Quy Tây về Quận 7 mới thành lập và thành lập phường Tân Hưng trên cơ sở 220 ha diện tích tự nhiên, 12.020 người của xã Tân Quy Tây.